# Villa Olímpica de Río de Janeiro 2016

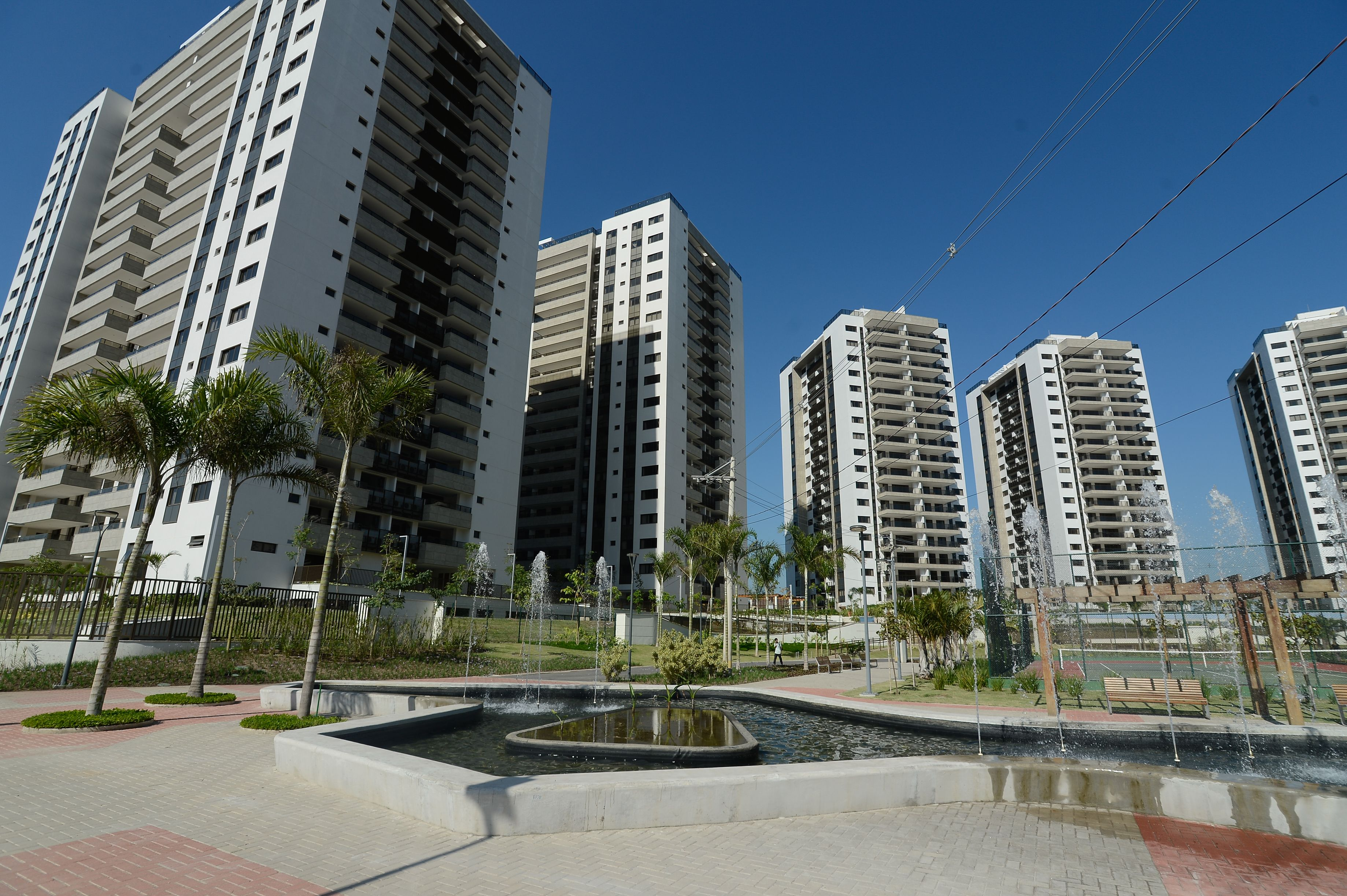
La Villa Olímpica de Río de Janeiro 2016.

La Villa Olímpica de Río de Janeiro de 2016 o Villa de los deportistas o Villa Olímpica y Paralímpica es un conjunto habitacional y fue la residencia de los deportistas de los Juegos Olímpicos de Río de Janeiro 2016 así como los entrenadores, equipos técnicos, médicos y fisiatras que los acompañaron, árbitros y oficiales de competencia de los juegos. Se ubica cerca del Parque Olímpico de Río de Janeiro, al oeste de la ciudad.
Con una capacidad para recibir a 17 950 personas en 3604 departamentos de 31 edificios, es la villa olímpica más grande en la historia de los juegos olímpicos.

## Construcción
En los años 60, pescadores de la Lagoinha de Río de Janeiro hicieron ocupaciones irregulares en la Laguna de Jacapareguá. En 1975, debido a la construcción del Autódromo Internacional Nelson Piquet y un conjunto residencial, la comunidad de Vila Autódromo quedó entre los muros del autódromo y las márgenes de la laguna. En 1994 le fue dado el título de propiedad a más de 60 familias de la villa, ante las constantes amenazas de desalojo por parte de la Prefeitura do Rio de Janeiro. En los planes que el Comité Olímpico Internacional recibió del comité ganador de los juegos en 2009, parte de la zona de Vila Autódromo aparecía en el costado superior izquierdo del nuevo Parque Olímpico de Río de Janeiro, a construirse en la Zona Oeste de la Barra de Tijuca. 
A pesar de los títulos de propiedad de las familias habitantes de la villa, la Prefeitura do Rio de Janeiro redujo en hasta 83 % el tamaño original de la comunidad, mediante expropiaciones y desalojos. Luego de constantes enfrentamientos contra la polícía al resistir ante los desalojos, las familias afectadas emprendieron la campaña Viva A Vila Autódromo y recibieron asesoría de distintas universidades de Río de Janeiro y organizaciones de la sociedad civil para elaborar el Plano Popular da Vila Autódromo, un plan de urbanización que fue acordado con el alcalde de la ciudad, Eduardo Paes, para hacer de la Vila un lugar con una nueva infraestructura urbana que incluirá un centro cultural y canchas deportivas y convivir con la nueva infraestructura olímpica de manera adecuada, al estar rodeados casi por completo por el nuevo parque. 
Las instalaciones de la villa olímpica quedarán a unos pasos de la Vila Autódromo. A partir de 2011 iniciaron las obras a cargo de las constructoras  Odebrecht y Carvalho Hosken, en una zona de más de un millón de metros cuadrados. En la construcción de esta villa participaron más de 18 000 personas. Se utilizaron 430 000 metros cúbicos de concreto y 43 000 toneladas de acero. Los edificios recibieron la certificación ambiental LEED ND debido a que el 85 % de los escombros que dejó la construcción serán reutilizados y tiene más de 16 000 metros cuadrados de azoteas verdes así como 75 placas solares para el calentamiento de agua. Todas las instalaciones están diseñadas con accesibilidad completa con rampas y elevadores suficientes.
Cada departamento cuenta con tres y cuatro dormitorios, estancia, sala, balcón y servicios de lavandería. Se construyeron 3.8 kilómetros de ciclovías internas. La calle interna de la villa es peatonal, Rua Carioca. Cuenta también con tiendas, cafés, restaurantes así como la Zona Internacional, una Comedor Principal y la Terminal de Transportes. La villa tiene distintas áreas de recreación con videojuegos, instrumentos musicales y mesas de tenis de mesa. y un centro de culto para las distintas religiones.
Con el fin de que las instalaciones queden a menos de 10 minutos de los sitios de competencia, la villa cuenta con carriles exclusivos que conectarán mediante 300 autobuses la villa con el resto de sedes olímpicas. Cerca de 4 millones de piezas de equipaje de las y los visitantes de la villa, con el fin de agilizar su llegada, será llevado de manera automática desde el Aeropuerto Internacional de Río de Janeiro hasta las instalaciones de la villa.
Las primeras delegaciones arribaron a la villa el 18 de julio de 2016.

## Futuro después de los juegos
Una vez terminados los juegos olímpicos la villa se convirtió en la llamada "Ilha Pura" un conjunto habitacional de lujo que vende cada departamento en un precio estimado de 700 mil dólares.